# Гуан
Гуан (гуанг) — подгруппа в составе группы народов акан в Гане. Говорят на гуанских языках, составляющих группировку ветви тано ква языков. Письменность на основе латиницы. Распространён также язык акан). Св. 60 % — христиане (протестанты и католики), остальные — приверженцы христианско-афр. церквей и сект, сохраняют традиц. верования, среди эфуту есть мусульмане-сунниты.
Подразделяются на
- северных гуан, или гонжа — в осн. низовья Чёрной Вольты и сев. побережья вдхр. Вольта; живут также в Бенине;
- южные гуан на юге Ганы:
  - эфуту (фету) — язык авуту; св. 150 тыс. чел. на побережье Гвинейского зал. в р-не гг. и Сенья-Бераку и Винеба на востоке Центр. обл.;
  - ларте (лате, дате, лете) — 56 тыс. чел. на юге Аквапимских холмов в р-не г. Ларте на юго-востоке Вост. обл.;
  - черепон (черепонг, окере) — ок. 100 тыс.чел. к северу от г. Ларте;
  - анум-босо (анум и босо) — язык гуа (гва); 43 тыс. чел. на юго-вост. побережье вдхр. Вольта на юго-западе Вольтийской обл.;
- восточные гуан — в Бенине:
  - базанче (фоодо) — в верховьях р. Ла-Кара в деп. Донга
  - чумбули (цумбули) — ок. 2 тыс. чел. на востоке деп. Колин.

Ларте, черепон и анум-босо консолидируются с акваму и аквапим, эфуту — с фанти.
Согласно преданиям, гуан переселились в XII-XIV вв. вниз по Вольте. Из юж. гуан только эфуту создали вождество (оман) Фету (Огуаа), включённое в XVIII в. в конфедерацию Фанти; остальные входили в состав оманов Акваму и Аквапим, присоединённых в 1742—1826 к конфедерации Ашанти.
Традиц. культура типична для народов Гвинейской подобласти Зап. Африки. Занимаются подсечно-огневым земледелием (осн. традиц. культура — ямс; ныне большинство гуан возделывают какао); развито рыболовство.
Традиц. жилище — прямоуг., одежда — набедренная повязка из луба, праздничным костюмом служит аканский кенте.
Счёт родства патрилатеральный, брачное поселение вирилокальное.
Деревенские и большесемейные общины возглавляются вождями-жрецами. Потестарно-политич. институты и воен. организация заимствованы у собств. акан. Распространены культы предков и сил природы, Великого духа Отуту, ведовство, фетишизм, ежегодный (август-декабрь) праздник ямса Охум (Эба, Бба).